# Okręg wyborczy East Gloucestershire
Okręg wyborczy East Gloucestershire powstał w 1832 r. i wysyłał do brytyjskiej Izby Gmin dwóch deputowanych. Okręg obejmował wschodnią część hrabstwa Gloucestershire. Został zniesiony w 1885 r.

## Deputowani do brytyjskiej Izby Gmin z okręgu East Gloucestershire
- 1832–1834: Berkeley Guise
- 1832–1835: Henry Reynolds-Moreton, wigowie
- 1834–1864: Christopher William Codrington
- 1835–1841: Augustus Moreton
- 1841–1847: Francis Douglas
- 1847–1853: Henry Somerset, markiz Worcester, Partia Konserwatywna
- 1854–1854: Michael Hicks Hicks-Beach
- 1854–1872: Robert Stayner Holford
- 1864–1885: Michael Hicks-Beach, Partia Konserwatywna
- 1872–1885: John Reginald Yorke